# Orchesella pulchra
Orchesella pulchra is een springstaartensoort uit de familie van de Entomobryidae. De wetenschappelijke naam van de soort is voor het eerst geldig gepubliceerd in 1898 door Stscherbakow.